# Igreja Presbiteriana Cumberland Superior
A Igreja Presbiteriana Cumberland Superior - IPCS (em inglês Upper Cumberland Presbyterian Church) é uma denominação protestante, formada nos Estados Unidos em 1874, por um grupo de igrejas de membros predominantemente negros, que se separaram da Igreja Presbiteriana Cumberland.
Se diferencia de outras denominações presbiterianas por adotar o Arminianismo e não o Calvinismo.

## História
Na década de 1950, a Igreja Presbiteriana Cumberland (IPCum) se candidatou a membro no Conselho Nacional de Igrejas dos EUA, um órgão amplamente ecumênico. Como resultado, um grupo de pastores e igrejas do Tennessee, que discordavam desta filiação, formaram a Fraternidade Conservadora dos Presbiterianos de Cumberland. 
A Assembleia Geral da IPCum declarou que a formação da fraternidade era inconstitucional. Sendo assim, o grupo se separou da denominação e organização a Igreja Presbiteriana Cumberland Superior.
Em 2014, a denominação era formada por 12 igrejas, com cerca de 1.000 membros.

## Doutrina
A denominação adota a mesma confissão de fé que a Igreja Presbiteriana Cumberland, a denominação da qual se separou mas com algumas modificações. Entre as doutrinas expressas nela estão: Trindade; Diofisismo; Arminianismo; Graça Comum; Queda e Pecado original; Graça preveniente; Expiação ilimitada; Justificação pela fé; Dois sacramentos (Batismo e Eucaristia), Pedobatismo e a Guarda do Domingo como "sábado cristão".
Se diferencia também de outras denominações por exigir que seus pastores utilizem apenas a Bíblia King James.